# Найджел Гітчин
Найджел Гітчин (англ. Nigel Hitchin; нар. 2 серпня 1946, Голбрук, Дербішир, Англія) — англійський математик, фахівець з диференціальної геометрії, алгебраїчної геометрії, математичної фізики.
Найджел Хітчін навчався з 1965 року в коледжі Ісуса в Оксфорді, де здобув 1968 року ступінь бакалавра.
У 1969 році закінчив Волфсонський коледж Оксфордського університету, де здобув докторський ступінь у 1972 році під орудою Майкла Атія. З 1997 року обіймає посаду професора в цьому університеті на кафедрі геометрії.

## Нагороди та визнання
- 1981: Премія Вайтгеда
- 1981: Запрошений доповідач на Міжнародному конгресі математиків у Варшаві (The geometry of monopoles)
- 1990: премія Бервіка[en]
- 1991: фелло Лондонського королівського товариства[8]
- 1993: член Європейської Академії
- 1998: почесний член коледжу Ісуса
- 2000: медаль Сильвестра
- 2002: премія Пої
- 2003: почесний доктор Університету Бат[en]
- 2006: Пленарний доповідач на Міжнародному конгресі математиків
- 2012: Американського математичного товариства[9]
- 2014: почесний доктор Університету Ворика
- 2016: премія Шао [10]

## Доробок
- Monopoles, minimal surfaces and algebraic curves. Montreal 1987.
- mit Graeme Segal, Richard S. Ward: Integrable systems: Twistors, Loop Groups and Riemann surfaces. Oxford 1999.
- Global Differential geometry, in Björn Engquist, Wilfried Schmid (Herausgeber) Mathematics unlimited, Springer 2001